# Peremojne, Ustînivka
Peremojne (în ucraineană Переможне) este un sat în comuna Sednivka din raionul Ustînivka, regiunea Kirovohrad, Ucraina.

## Demografie
Componența lingvistică a localității Peremojne
     Ucraineană (95,05%)
     Rusă (3,96%)
     Alte limbi (0,99%)
Conform recensământului din 2001, majoritatea populației localității Peremojne era vorbitoare de ucraineană (95,05%), existând în minoritate și vorbitori de rusă (3,96%).